# 第六天神社 (茅ヶ崎市)
第六天神社（だいろくてんじんじゃ）は、神奈川県茅ヶ崎市十間坂にある神社。神仏習合の時代には第六天社とも呼ばれていた。

## 祭神
- 淤母陀琉命（オモダルノミコト/淤母陀琉神）[2]
- 妹阿夜訶志古泥命（イモアヤカシコネノミコト/訶志古泥神）[2]

※明治維新後の神仏分離によって、祭神は第六天魔王（他化自在天）から変更された（詳細は後節を参照）。
御神徳
近年では生産製造建設に関する守護神として尊崇されているが、かつての祭神であった第六天魔王は身の丈が二里（約8km）、寿命は人間の千六百歳を一日として一万六千歳とされており、身体壮健や不老長寿、また旧東海道を旅していた人々の道中安全の守護神として崇められていた。

## 由緒・歴史
創建時期
創建時期は不詳だが、当社は文献において江戸幕府が天保12年（1841年）に編纂した『新編相模国風土記稿』に初見されており、郷土草創期である江戸時代初期の創建といわれている。一方で、鎌倉時代の歴史書『吾妻鏡』には当地である「十間坂」の地名が記されており、元弘3年（1332年）に新田義貞が鎌倉攻めを行った際にその兵火の祝融にあったとも伝わっていることから、鎌倉時代の創建とも考えられている。
神仏分離と祭神の変更
江戸時代まで当社は金剛院（現在も茅ヶ崎市南湖に所在）の守護神とされてきたが、1872年（明治5年）に行われた神仏分離によって茅ヶ崎市十間坂の鎮守となった。またその際には祭神も他の多くの第六天神社と同じく第六天魔王（他化自在天）から変更され、現在の淤母陀琉神・訶志古泥神（天神七代の神々の内、『古事記』における第六代の神）となっている。なお、『日本民俗学 No.127』によると、『新編武蔵国風土記稿』より三百二十余社、『新編相模国風土記稿』より百四十余社、『増訂・豆州志稿』より四十余社の「第六天神社」が確認できたとあるように江戸時代末までは関東を中心に多くの第六天神社が存在したが、神仏分離によって多くの神社が改称あるいは他の神社に合祀されたか相殿や末社となっており、神奈川県神社庁の『かながわの神社・ガイドブック』（1997年、かなしん出版）によると、現在でも「第六天神社」の社号が残る神奈川県神社庁下の独立神社（宗教法人格を持つ社）は当社を含み二社のみとなっている。
旧社格制度と神社庁の指定神社として
当社は地方公共団体による幣帛の供進を受けており、1939年（昭和14年）には「指定村社」に列格している（社格制度は太平洋戦争後に廃止）。1951年（昭和26年）の宗教法人法制定以降は神社本庁に包括所属している。なお、当社は茅ヶ崎市で唯一の「神奈川県神社庁指定神社」（献幣使参向神社、近代社格制度における郷社待遇）となっており、県内におよそ千二百ある神社の中でも有力神社の一つに数えられる。
本殿幣殿の造営
1992年（平成4年）に現在の本殿幣殿が造営された。この際に当社の神殿は修復などを施した上で、境内社「八坂神社」の社殿となっている（詳細は後節を参照）。

## 境内
境内には境内社や石仏などが安置されている。また、社殿の裏には御神木である直径95センチ程の黒松がある。

### 境内社（末社）
- 八坂神社 - 祭神：須佐之男命（スサノオノミコト） 
口碑では、第六天神社社殿の西面に祀られていたとされる。1992年（平成4年）、当社本殿幣殿を造営した際にこの八坂神社の祭神も当社に相殿されていたことが明らかとなった。明治中期に起きた茅ヶ崎の大火で焼失後、再建ができなかったため当社本殿に相殿として祀られたことが考えられる。現在の八坂神社の社殿（欅造り）はもともと当社の神殿であったが、前述の本殿幣殿の造営を機に修復や覆殿を掛けた上で奉遷されたものである[1]。

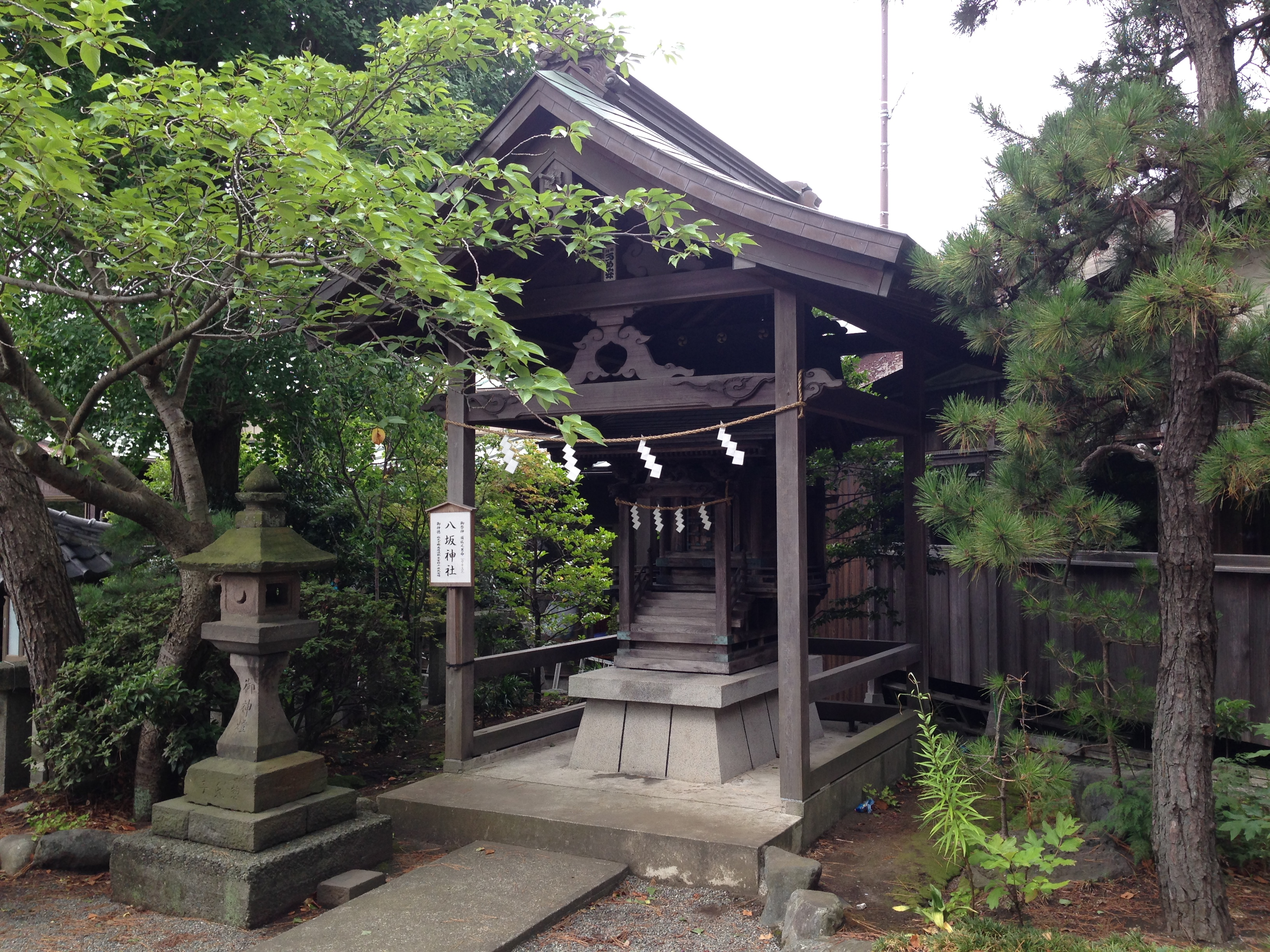
境内社の八坂神社

### 石仏・文字塔
当社の拝殿を見て右側には、六地蔵や庚申塔、道祖神などが安置されている。六地蔵の顔は落ちて無くなったためか、他から持ってきたと思われる石に顔が描かれ、胴体に乗せられている。

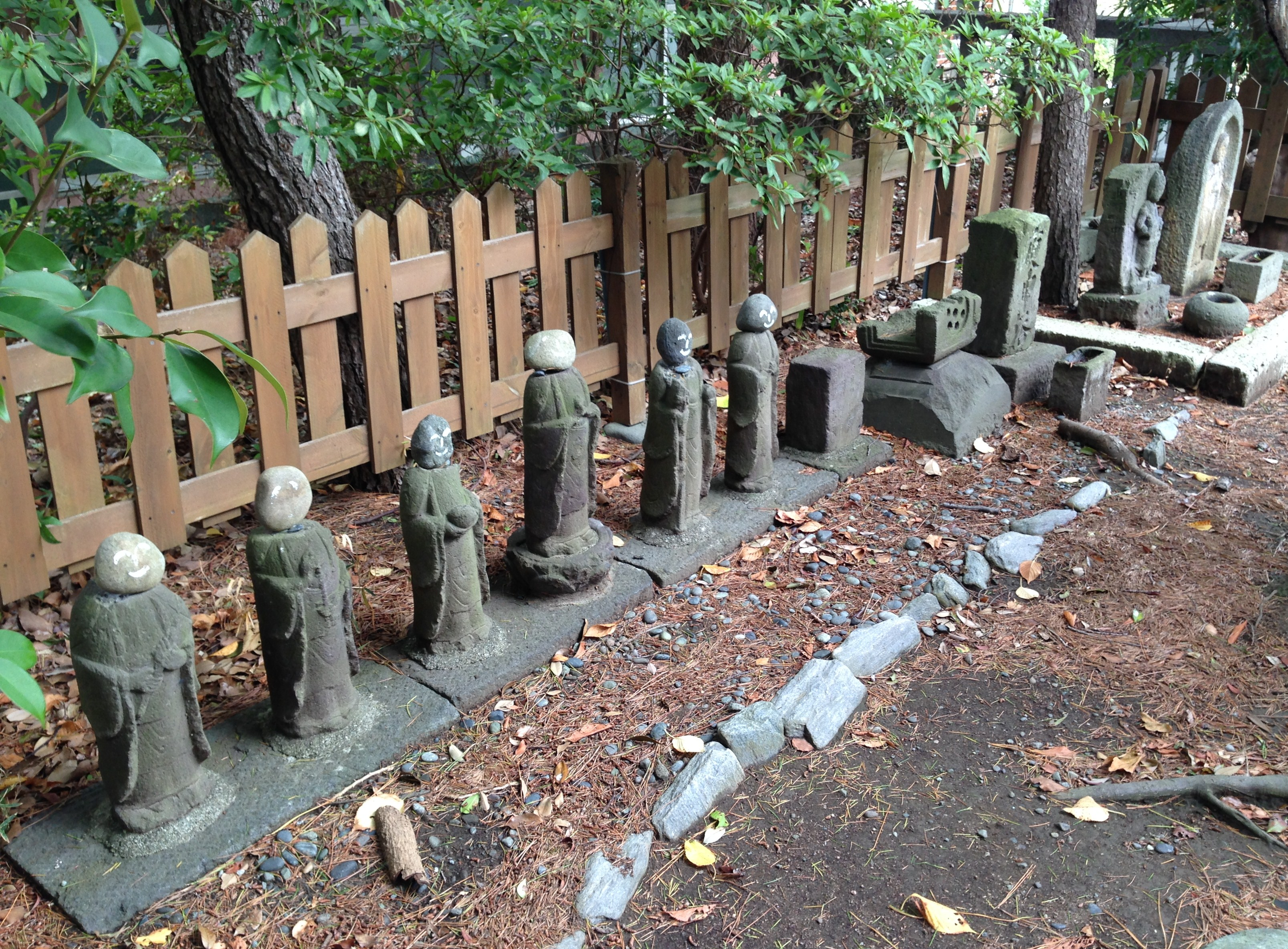
六地蔵が並んでいる
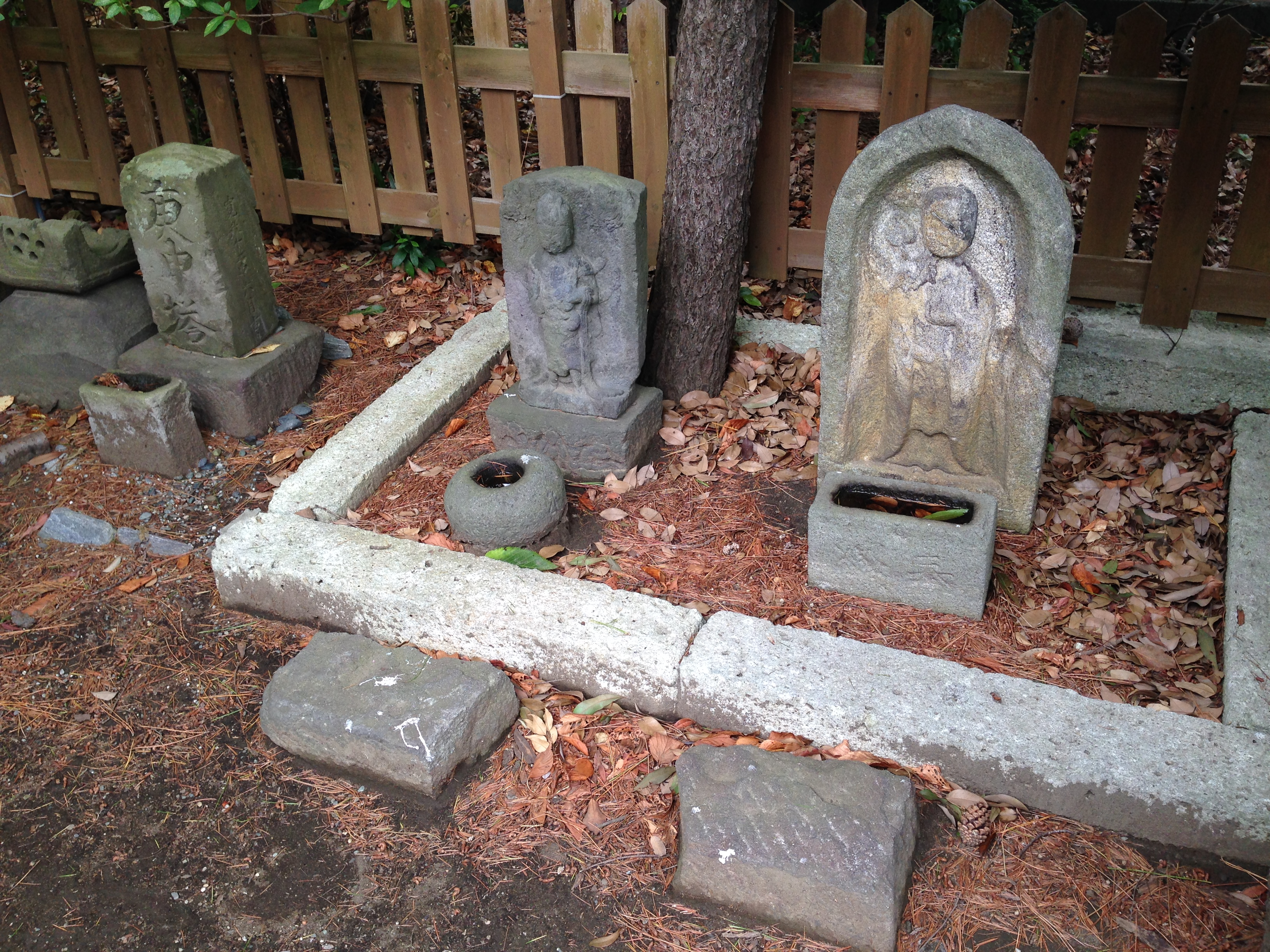
庚申塔と浮き彫りされた石仏 庚申塔：寛政10年（1798年）のもの[7] 石仏：中央は青面金剛[8]、右はかつて松が丘交差点付近にあった地蔵像
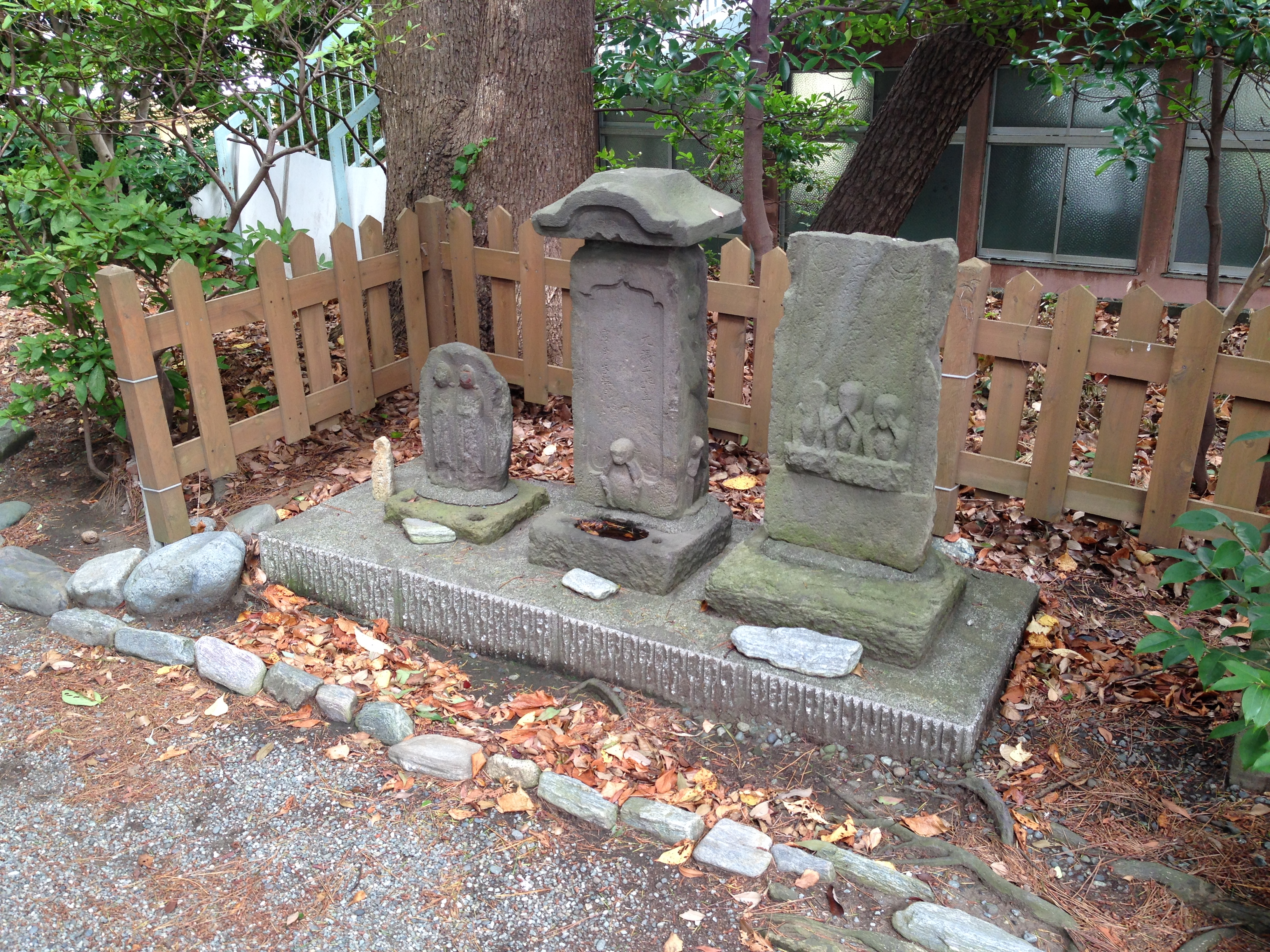
双体道祖神（左）と三猿庚申塔（右二つ） 道祖神：文政3年（1820年）のもの[9] 庚申塔：中央は元禄2年（1689年）、右は延宝5年（1677年）のもの

## 祭事・年間行事
祭事
- 1月1日：歳旦祭
- 1月14日：古神札焼納祭（どんどん焼き）
- 2月17日：祈年祭
- 2月節分：節分祭
- 4月29日：例大祭/八坂神社（境内社）例祭
- 6月30日：大祓式
- 7月海の日：浜降祭 （※かつては7月15日に行われていた）
- 9月秋分翌日：戦没者英霊祭
- 11月23日：新嘗祭
- 12月31日：大祓式/除夜祭

その他の行事
- 12月27日：だるま市[10]

## 社宝
- 山岡鉄舟寄進掛軸一幅[4]
- 古刀一振[4]

## その他
当社は宮司が通常常駐している本務社であり、茅ヶ崎市内にある嚴島神社（新栄町）、神明宮（十間坂）、建彦神社（堤）、本村八王子神社（本村）、八幡大神（甘沼）、厄一王子社（茅ヶ崎）の管理を兼務している。ただし、宮司が外出している場合などには御朱印等を頂けないこともあるため、事前確認をした方が確実である。

## 所在地・交通
神奈川県茅ヶ崎市十間坂3-17-18
- JR東海道線・相模線「茅ケ崎駅」より徒歩約13分

## ギャラリー

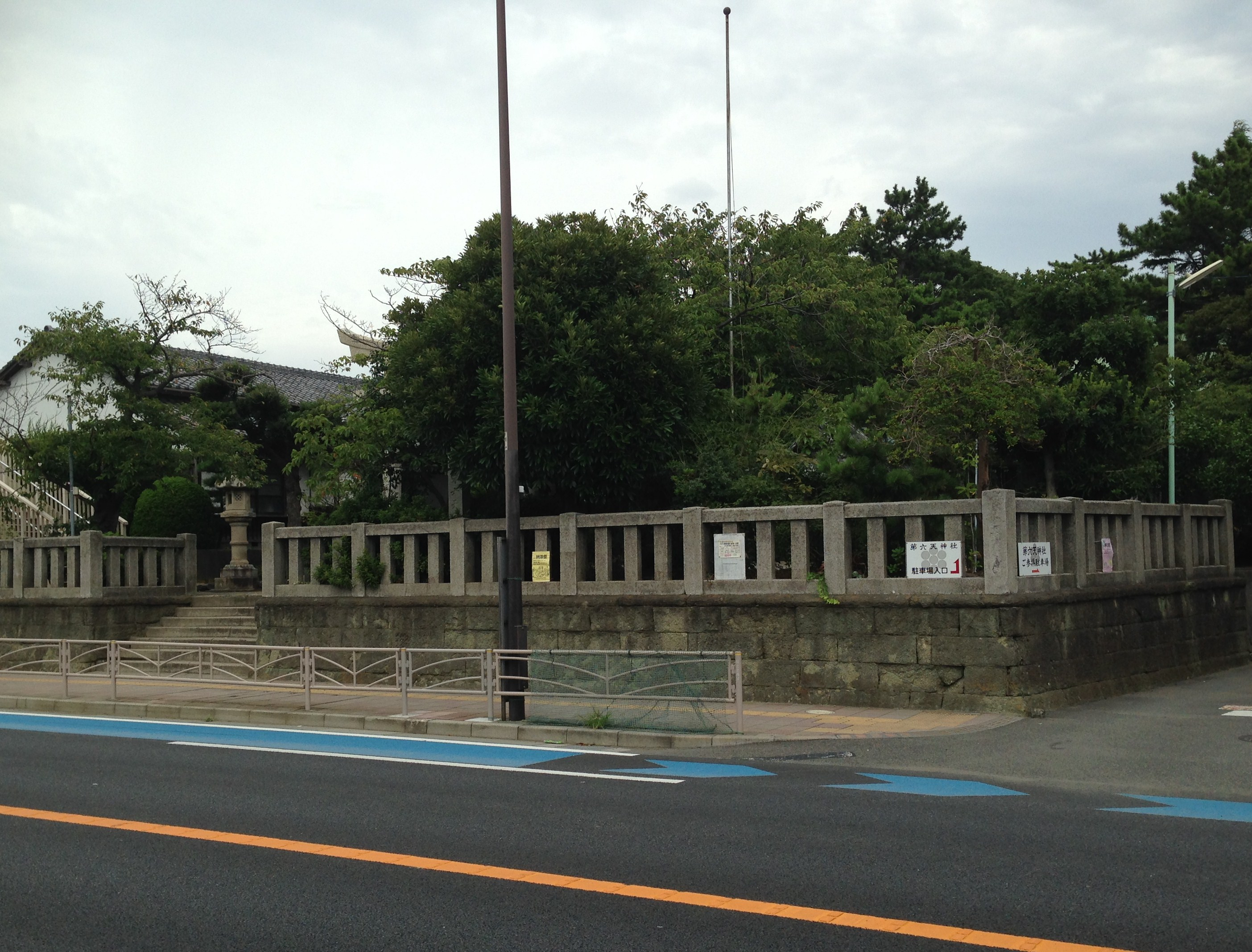
当社は国道1号（旧東海道）沿いにある
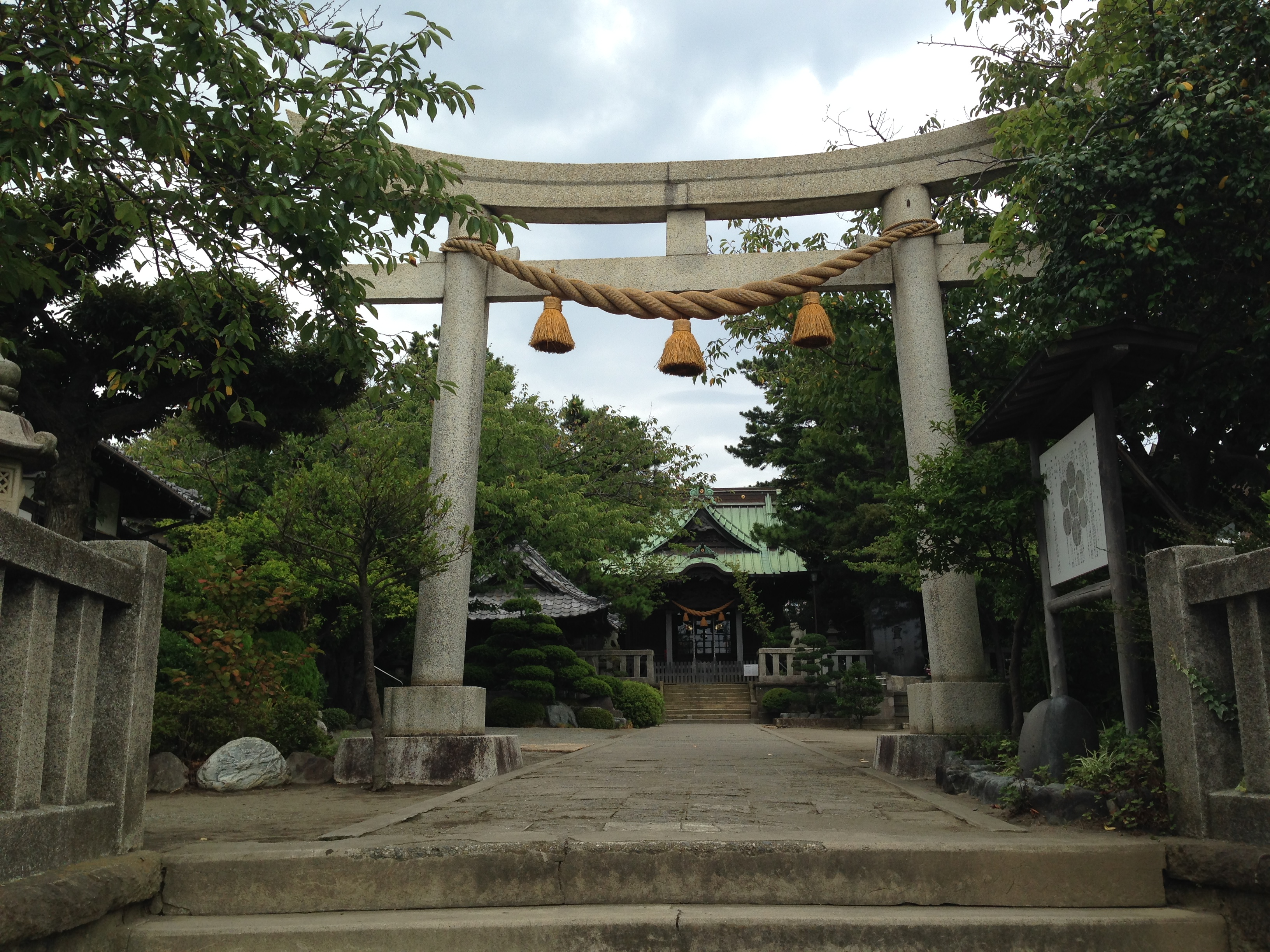
当社の鳥居
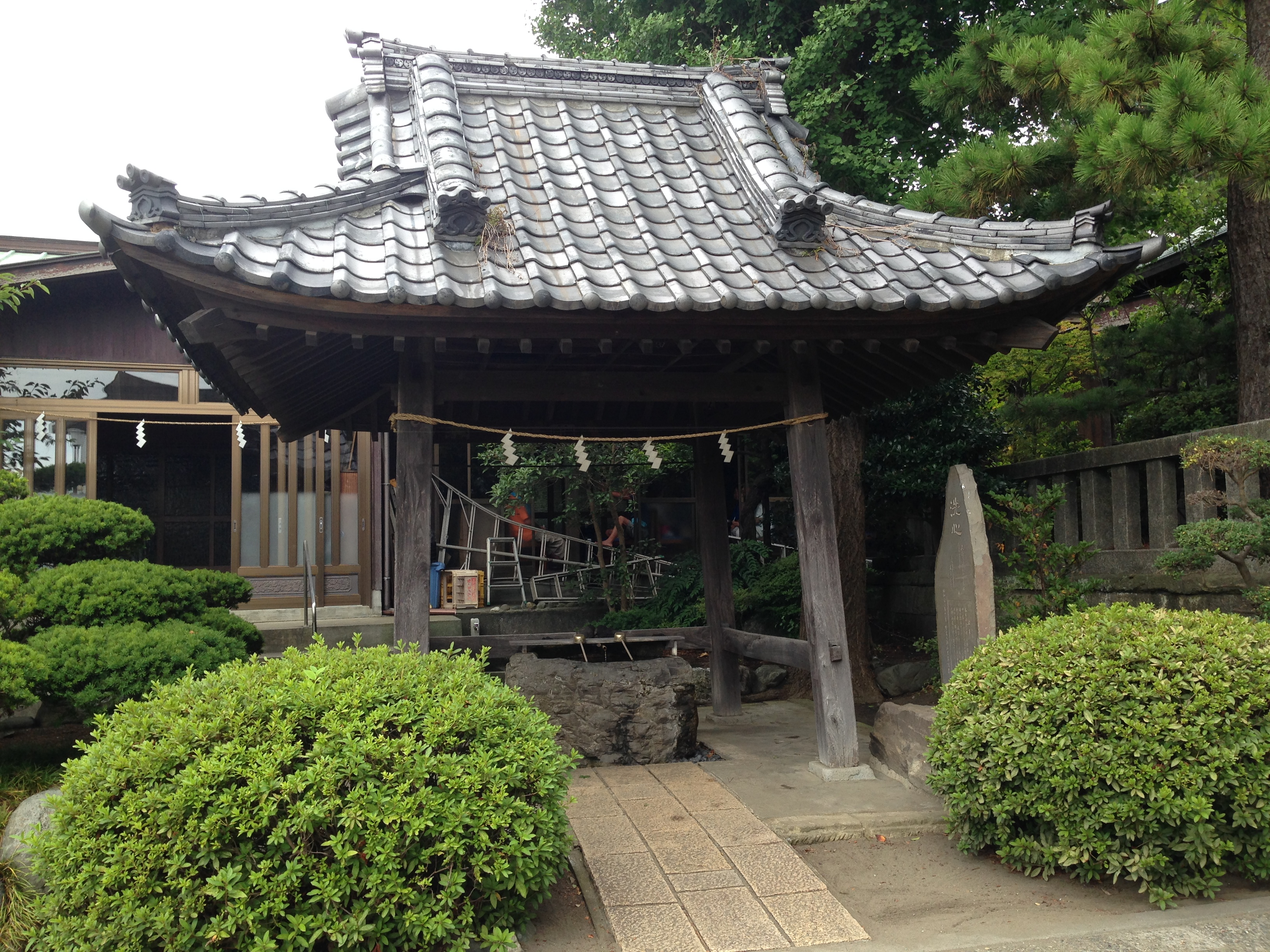
手水舎、この建物はかつて鐘楼であった
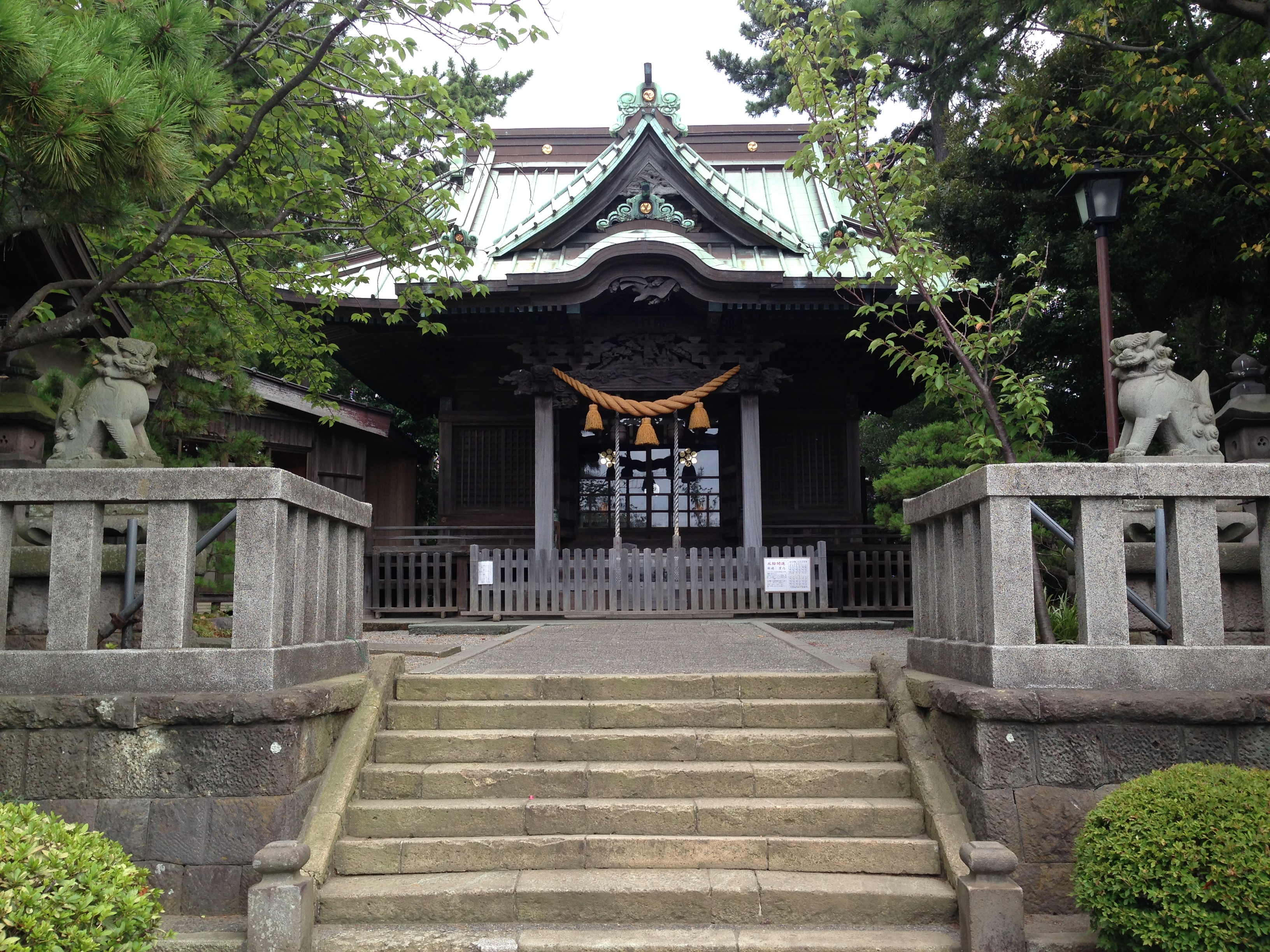
狛犬と拝殿
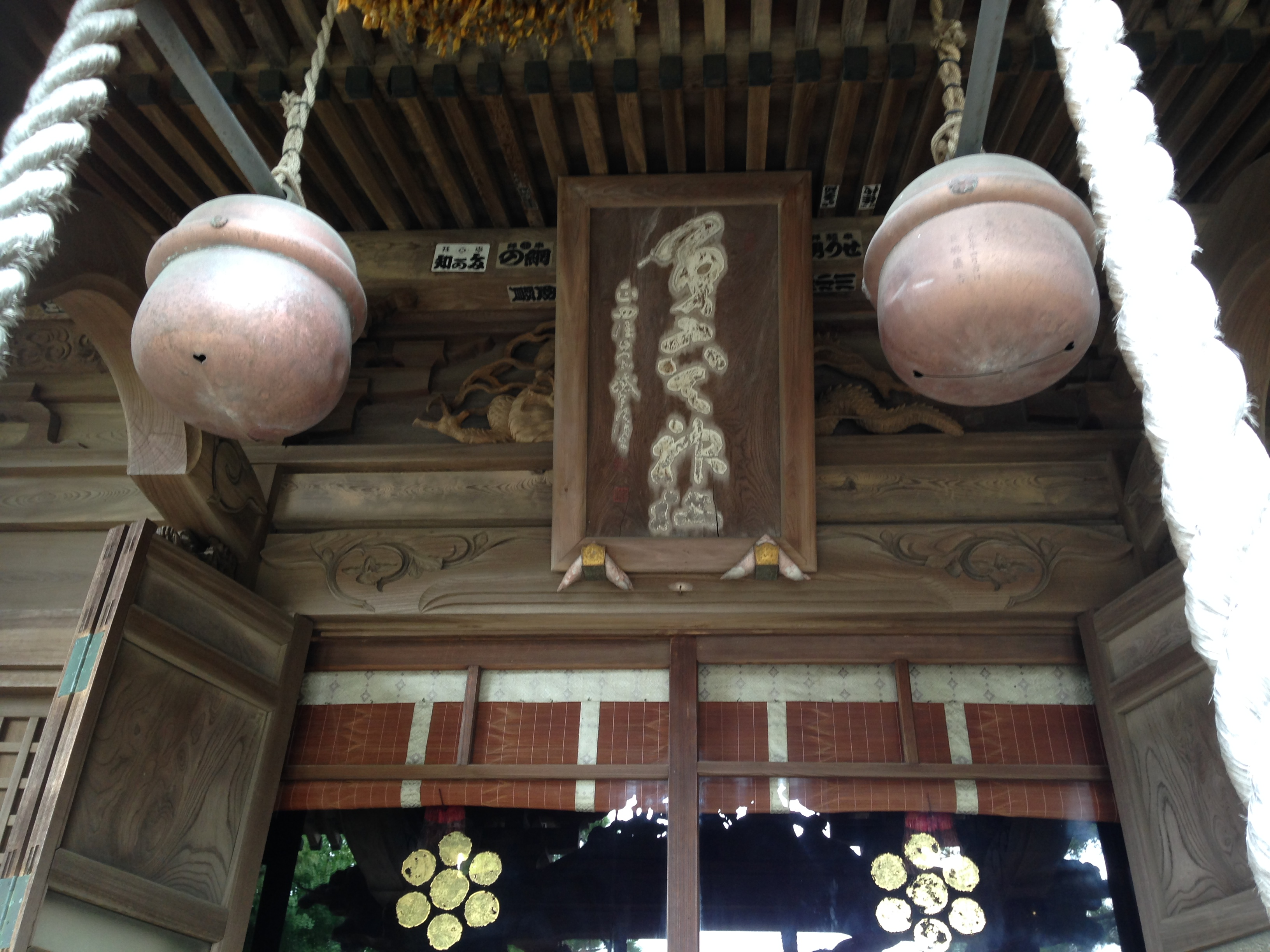
拝殿の扁額と神紋の「七曜紋」
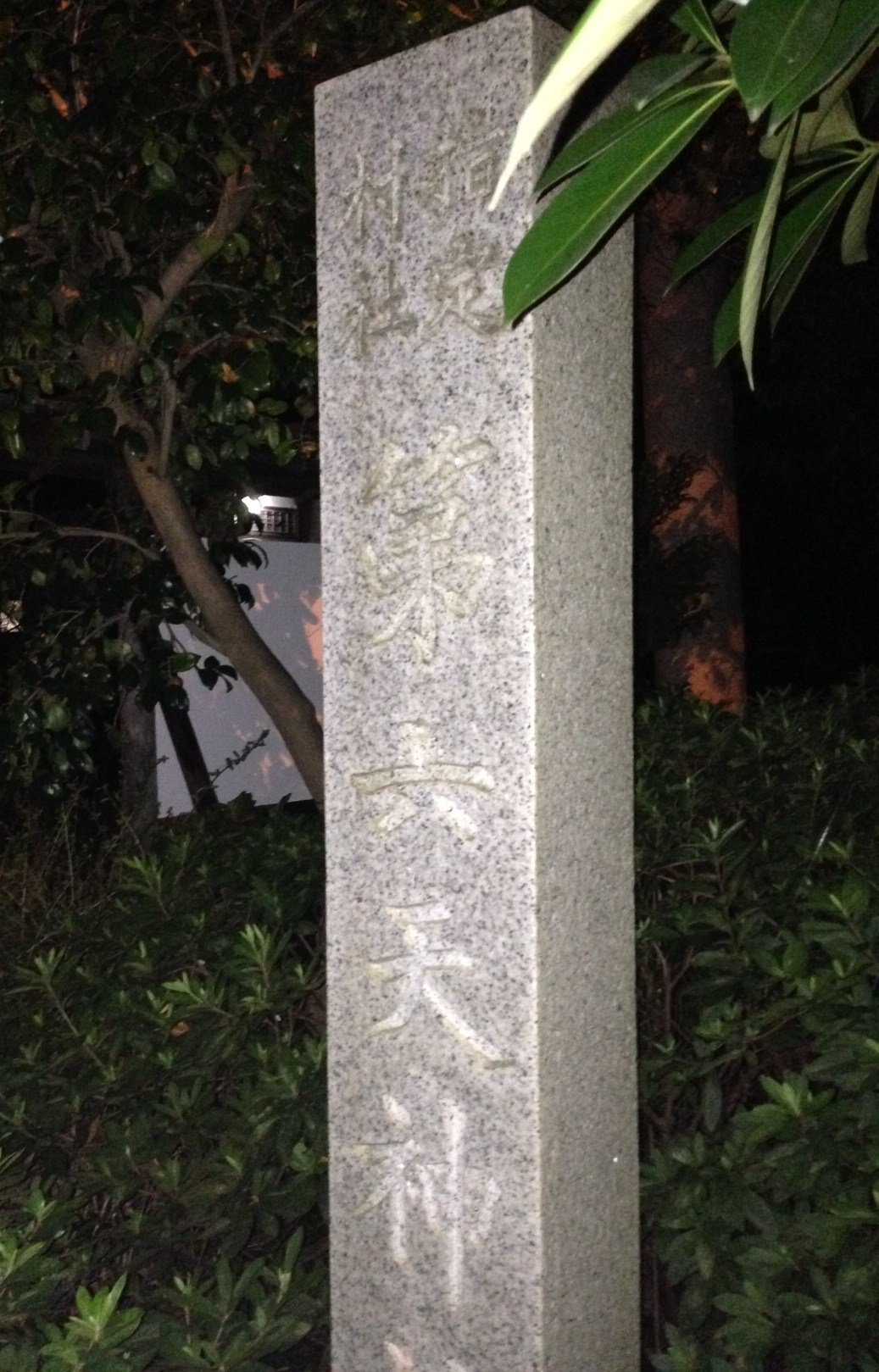
社号標、「指定村社 第六天神社」とある